# كيم آه يونغ
كيم آه يونغ (بالكورية: 김아영)‏ هي ممثلة كورية جنوبية، ولدت يوم 31 أكتوبر 1994 في بتشون في كوريا الجنوبية.

## روابط خارجية
- كيم آه يونغ على موقع IMDb (الإنجليزية)